# Absichtserklärung
Als Absichtserklärung oder Grundsatzvereinbarung (englisch Letter of Intent - LoI) werden im Rechtswesen Willenserklärungen von Verhandlungspartnern verstanden, die das Interesse an Verhandlungen oder am Abschluss eines Vertrags bekunden sollen. Die Erklärungen werden von einem oder von mehreren Verhandlungspartnern abgegeben. Die Rechtsverbindlichkeit der einzelnen Regelungen ist klar zu regeln und gegebenenfalls durch Auslegung zu ermitteln. Der Rechtsbegriff ist nicht legaldefiniert.
Insbesondere im Vorfeld von komplexen Unternehmenskäufen, größeren IT-Projekten oder anderen zeitaufwändigen Transaktionen stellen die potenziellen Vertragspartner oft so genannte Letters of Intent aus. Vor Beginn oder während der laufenden Verhandlungen soll hiermit die gegenseitige Ernsthaftigkeit der Gespräche und der Wille zum Abschluss eines entsprechenden Vertrags dokumentiert werden. Keinesfalls sollen Absichtserklärungen einen Anspruch auf Abschluss des beabsichtigten Vertrags begründen, aus dem möglicherweise eine Schadenersatzpflicht erwächst. Vielmehr soll ein jederzeitiger Abbruch der Verhandlungen ohne Angabe von Gründen möglich bleiben. Um dies sicherzustellen, müssen die Erklärungen so formuliert werden, dass bei einem etwaigen Rechtsstreit über die Tragweite einer Erklärung auch bei der gerichtlichen Auslegung keine Zweifel entstehen.

## Arten
Unter dem Oberbegriff der Absichtserklärung, mit der ein Erklärender seine Handlungsziele oder Pläne mitteilt, gibt es verschiedene institutionalisierte Formen. Gemeinsames Ziel ist die Eingrenzung des Verhandlungsspielraums und die Kanalisierung des Verhandlungsprozesses. In der Fachliteratur wird zwischen einem ‚weichen‘ und ‚harten‘ Letter of Intent (LoI), einem Memorandum of Understanding oder Verhandlungsvereinbarungen (Instruction to Proceed) unterschieden. Auch die ‚weiche‘ Patronatserklärung ist eine institutionalisierte Unterform der Absichtserklärung. Absichtserklärungen sind einseitige, empfangsbedürftige Willenserklärungen. Sie stellen in der Regel weder ein Angebot zum Abschluss eines Hauptvertrags noch zum Abschluss eines Vorvertrags dar.

### Letter of Intent (LoI)
Es gibt zwei Arten von Letters of Intent (LoI);

#### Weicher LoI
Ein weicher LoI ist eine unverbindliche Absichtserklärung, die lediglich bestätigt, dass die Parteien des LoI in Vertragsverhandlungen stehen. Er kann als einseitige Erklärung abgefasst sein, die eine Bestimmung der Verhandlungsposition des Ausstellers wiedergibt. In der Praxis wird der LoI oft auch als von beiden Parteien zu unterzeichnendes Dokument verwendet. Sie sollen den Stand der Verhandlungen und deren Ernsthaftigkeit darlegen, sind jedoch rechtlich unverbindlich, so dass ein Anspruch auf Abschluss des angestrebten Vertrags nicht besteht. Dennoch kann der im Übrigen unverbindliche LoI einzelne Regelungen wie Exklusivitätsklauseln und Geheimhaltungsvereinbarungen enthalten, die für die vereinbarte Dauer sehr wohl verbindlich sind.
In dieser Form ist der LoI eine unverbindliche Absichtserklärung, die noch keine rechtliche Bindungswirkung entfaltet; es fehlt der Rechtsfolgewille. Daher kann der LoI den potenziellen Käufer nicht zwingen, den Kaufvertrag später auch tatsächlich abzuschließen. Dennoch können mit einem LoI trotzdem bereits Sekundärpflichten verbunden sein. Wenn der LoI in diesem Fall ein gesetzliches Schuldverhältnis nach § 311 Abs. 2 BGB begründet, werden die allgemeinen Grundsätze zur Vertrauenshaftung angewendet.
Der weiche LoI unterliegt den Bestimmungen des § 311 Abs. 2 Nr. 3 BGB. „Ähnliche geschäftliche Kontakte“ sind solche, die nicht auf den unmittelbaren Vertragsabschluss abzielen, sondern diesen lediglich vorbereiten. Unter diesen Tatbestand fällt der weiche LoI. Auch durch einen weichen LoI kann eine Schutzpflicht im Sinne des § 241 Abs. 2 BGB entstehen. Dabei handelt es sich um die Pflicht, sich bei Abwicklung des Vertrags so zu verhalten, dass Körper, Leben, Eigentum und sonstige Rechtsgüter des anderen Teils nicht verletzt werden. Hat demnach eine Partei eine Absichtserklärung abgegeben, obwohl sie sich bereits im Zeitpunkt der Abgabe der Erklärung sicher war, dass sie den angestrebten Vertrag gar nicht abschließen will, liegt eine Schutzpflichtverletzung nach § 241 Abs. 2 BGB vor. Der Absender des LoI begeht eine Pflichtverletzung, wenn er willkürlich den Vertrag scheitern lässt und so das beim Empfänger in Anspruch genommene Vertrauen verletzt. In diesem Fall hat er dem Empfänger den Vertrauensschaden zu ersetzen, also den Schaden, welcher dem Empfänger dadurch entstanden ist, dass er auf das Zustandekommen des Hauptvertrags vertraut hat.

#### Harter LoI
Ist der LoI konkret gefasst und enthält einige rechtlich bindende Erklärungen, liegt ein harter LoI vor. Diese Erklärungen müssen sich jedoch auf wesentliche Vertragsbestandteile (Kaufgegenstand, Kaufpreis) beziehen. Hierzu gehören nicht die verbindlichen Nebenabreden wie die Geheimhaltungsklausel, die bereits in einem weichen LoI verbindlich sind. Ein harter LoI ist zwar kein Vorvertrag, doch haben die Parteien Pflichten (§ 311 Abs. 2 Nr. 1 i. V. m. § 241 Abs. 2 BGB). Hierzu gehören die Schutzpflichten und insbesondere Sorgfaltspflichten (Abbruch von Vertragsverhandlungen, Verletzung von Aufklärungspflichten).

### Memorandum of Understanding (MoU)
Wird eine Absichtserklärung zwischen mehreren Verhandlungspartnern abgegeben und unterschrieben, spricht man auch von einem Memorandum of Understanding (MoU), ein Begriff aus dem US-amerikanischen Rechtskreis. Es handelt sich ebenfalls um eine reine Absichtserklärung, für die die gleichen Grundsätze wie bei einem LoI gelten. In der Praxis werden die Begriffe zum Teil synonym verwendet. Wie das Dokument betitelt ist, ist rechtlich ohne Belang. Entscheidend ist die inhaltliche Gestaltung, aus der hervorgeht, dass es sich um eine unverbindliche Absichtserklärung handelt – also um einen LoI oder ein MoU.
Es handelt sich um ein Dokument, das die Eckpunkte eines noch abzuschließenden Vertrags festlegt. Diese Grundsatzvereinbarung hat keine rechtliche Bindungswirkung, kann also vor Gericht nicht eingeklagt werden. In Deutschland wird der Begriff Punktation häufig synonym gebraucht, obwohl der aus dem Österreichischen stammende Begriff eigentlich bereits rechtsverbindliche Vereinbarungen beschreibt. MoU werden besonders häufig im Rahmen der Verhandlung von Unternehmenskaufverträgen abgeschlossen. Außerdem werden MoU auch als zwischenstaatliche Vereinbarungen abgeschlossen, da diese – anders als völkerrechtliche Verträge – nicht ratifiziert werden müssen, sondern formlos abgeschlossen werden.

## Abgrenzung zum Vorvertrag
Selbst der harte LoI ist nicht als Vorvertrag zu qualifizieren. Der Vorvertrag ist zwar gesetzlich nicht geregelt, doch handelt es sich um einen schuldrechtlichen Vertrag, der die Verpflichtung zum späteren Abschluss eines Hauptvertrags begründet. Ein Vorvertrag verpflichtet somit die Parteien zum Abschluss des Hauptvertrags. In einem Vorvertrag sind bereits die wesentlichen Vertragsbestandteile des späteren Hauptvertrags enthalten. Die Durchführung des Hauptvertrags ist in diesem Fall im Gegensatz zum LoI oder MoU einklagbar. Der Abschluss eines Vorvertrags bietet sich beispielsweise an, wenn dem Hauptvertrag noch tatsächliche oder rechtliche Hindernisse entgegenstehen (beispielsweise eine fehlende Baugenehmigung). Die Verpflichtung zum Abschluss des Hauptvertrags kann in einem solchen Fall im Vorvertrag unter die Bedingung gestellt werden, dass ein bestimmtes Ereignis eintritt bzw. das Hindernis fortfällt. Ein Vorvertrag kann auch so gestaltet sein, dass nur eine Partei gebunden wird, die andere jedoch keinerlei Pflichten zum Vertragsschluss übernimmt.

## Auslegung
Kommt es zum Rechtsstreit, sind die Gerichte zur Auslegung des Erklärungsinhalts aufgrund der Auslegungsregeln (§ 133, § 157 BGB) verpflichtet. Dabei ist durch Auslegung zu ermitteln, ob tatsächlich eine Bindung gewollt war oder aber ob lediglich eine Absichtserklärung abgegeben wurde. Der weiche LoI entfaltet keine rechtliche Bindungswirkung, er begründet keine Pflicht zum Vertragsschluss. Auch einzelne Punkte als Vorvereinbarungen haben grundsätzlich keine Bindungswirkung (§ 154 Abs. 1 BGB). Am klarsten sind Klauseln, die den fehlenden Bindungswillen erkennen lassen (englisch no binding clause). Sie stellen klar, dass der LoI im Hinblick auf den angestrebten Vertragsabschluss weder eine bindende Vereinbarung noch eine Verpflichtung zum Abschluss des Vertrags enthält. Fehlende Bestimmtheit, sprachliche Relativierungen oder eine nur unvollständige Einigung lassen die fehlende Leistungsbindung erkennen. Enthalten diese Erklärungen die selbstbezügliche Aussage, dass eine Leistungspflicht nicht begründet werden soll, liegen unverbindliche Absichtserklärungen vor.

## Inhalte einer Absichtserklärung
Die Absichtserklärung ist zwar meist rechtlich unverbindlich, soll jedoch die moralische und psychologische Bedeutung der Transaktion unterstreichen und kann z. B. im Bereich des Unternehmenskaufs folgende Punkte umfassen:
- Bezeichnung der Vertragspartner
- Interessenbekundung an der Durchführung der bezeichneten Transaktion
- Zusammenfassung bisheriger Gesprächsergebnisse
- Konkretisierung des Transaktionsvorhabens
- Zeitplan (der Due-Diligence-Prüfung)
- Vollmachterteilung zugunsten einer das Kaufobjekt (z. B. im Rahmen einer Due Diligence) prüfenden Partei
- Befristungen, Bedingungen und Vorbehalte
- Geheimhaltungsverpflichtung bzgl. der erhaltenen Informationen, Definition von Ausnahmen, ggf. Sanktionen bei Zuwiderhandlung (Konventionalstrafe)
- Herausgabe- bzw. Vernichtungsanspruch von erhaltenen Dokumenten
- Hinweis auf die fehlende Bindungswirkung des LoI
- Beendigungsgründe für die laufenden Verhandlungen
- Auslagenersatzregelungen
- Exklusivitätsklausel